# Robert Venables
Robert Venables (c. 1612 - Wincham, 1687) fue un militar inglés, destacado participante en la guerra civil inglesa y en la guerra contra España.
En 1642, al comienzo de la guerra civil inglesa se unió al ejército parlamentarista, sirviendo bajo el mando de William Brereton, distinguiéndose en la defensa de Nantwich y alcanzando el grado de teniente coronel.  
Gobernador de Liverpool, en 1648 fue llamado al cuartel general del ejército en Londres y nombrado presidente de un grupo de jóvenes oficiales participantes en el proceso contra el rey Carlos I. 
Ascendido a coronel en 1649, tomó parte activa en la invasión militar de Irlanda por las fuerzas de Oliver Cromwell, permaneciendo en el país durante cuatro años.
En 1654 Cromwell, que ya era Lord Protector de la república inglesa, estaba planificando la Western Design, una expedición militar anfibia destinada a establecer una base de operaciones permanente en los dominios españoles del Caribe. Venables fue encargado del mando de las tropas terrestres y William Penn de la flota.  En abril del año siguiente la expedición atacó La Española, de donde fueron rechazados por las fuerzas de Bernardino de Meneses; en mayo se dirigieron contra la Jamaica española, y a pesar de la escasa preparación que las tropas inglesas tenían para el clima tropical lograron la ocupación de Jamaica de la isla tras poner en fuga a las escasas fuerzas españolas de Cristóbal de Isasi, en el que sería el comienzo de la soberanía inglesa sobre la colonia de Jamaica. Las discordias entre Venables y Penn llevaron a ambos a regresar a Inglaterra por separado; a su llegada ambos comandantes fueron acusados de abandonar su puesto y encarcelados en la Torre de Londres.

Venables fue liberado poco después, pero caído en desgracia, no volvió a ocupar puestos de importancia durante el mandato de Cromwell.  En 1660, con la restauración de la monarquía de Carlos II, el general George Monck le nombró gobernador de Chester, pero sus tendencias hacia la tolerancia religiosa motivaron su relevo. Retirado a su señorío de Wincham, en el condado de Cheshire, murió en 1687 a los 75 años de edad.
Dejó escrito un breve tratado sobre pesca: The experienced angler, editado en 1662.